# 한이음
한이음(Hanium)사업은 대학과 기업을 하나로 이어주어 실무형 ICT인재가 양성될 수 있도록 지원하는 미래창조과학부 ICT인재 양성사업을 의미한다. 현재 ICT멘토링 사업과 ICT인턴십 사업을 진행하고 있다. 2004년부터 현재까지 약 1,700여개 국내 IT기업에 소속된 3,000여명의 전문가가 ICT멘토로 참여하여 매년 1,000여건의 프로젝트를 대학과 같이 진행하고 있으며, 현재까지 약 2만여명의 멘티(학생)을 지도하고 있다. 한이음 ICT멘토링 결과물을 활용한 취업 연계, 특허출원, 상용화 등에 활용되는 성과가 있다.

## ICT멘토링
기업전문가 ICT멘토와 대학에서 팀(지도교수, 학생)을 이루어 실무기술이 반영된 프로젝트를 수행하는 실무형 ICT인재 양성 프로그램이다.

### ICT멘토링 프로젝트 구성원
- ICT멘토: 실무기술이 반영된 프로젝트를 기획하고 학생들을 지도하는 기업전문가로 프로젝트 코칭 및 진행방향 제시
- 지도교수: 국내 ICT관련 학과의 교수로 프로젝트 총괄 및 학생관리
- 학생: 국내 소재 고등교육기관 ICT관련 학과의 학생으로 프로젝트 수행 및 결과물 도출

### ICT멘토링 지원사항
2013년도부터 지원 방식이 바뀜
- 클라우드 서버환경 지원
- 기자재 임대 및 재료구매 지원 (100만원 한도)
- 회의 공간 및 교통비 지원
- 멘토 활동비 (건당 월 15만원 내외)

### ICT멘토링 과정
| 기간               | 내용                                                                                             |
| ------------------ | ------------------------------------------------------------------------------------------------ |
| 프로젝트 기획/등록 | 멘토 또는 교수가 실무 프로젝트를 기획 및 등록한다.                                               |
| 프로젝트 신청/개설 | 교수가 팀 구성 후 파트너를 신청해 멘토 승인 후 개설한다.                                         |
| 프로젝트 수행      | 멘토 코치하에 교수와 멘티가 프로젝트를 수행한다.멘토 코치하에 교수와 멘티가 프로젝트를 수행한다. |
| 프로젝트 종료/평가 | 최종결과물 등록 및 상호평가. 멘토활동비 신청 및 지급이 이루어진다.                               |

### 참여 방법
- ICT멘토 신청 방법: http://www.hanium.or.kr/portal/hanium/businessOverview.do 보관됨 2014-08-15 - 웨이백 머신
- ICT멘토링 신청 방법: http://www.hanium.or.kr/portal/hanium/businessOverview.do 보관됨 2014-08-15 - 웨이백 머신

## ICT인턴십
연수 기업 주도의 1:1 맞춤형 사전 실무 교육과 현장연수를 통해 기업은 인재를 조기 발굴하고 연수생은 맞춤형 인재로 거듭나는 현장연수 프로그램이다.

### ICT인턴십 구성원
- 연수기업: ICT직무 부여가 가능한 기업.
- 연수생: 국내 ICT관련 학과 4학년 재학생. 단 휴학생은 제외된다.

### ICT인턴십 과정
| 기간                                     | 내용 |
| ---------------------------------------- | --- |
| 연수기업공고 및 연수생 선정(3~4월)       | 연수기업은 한이음사이트에 공고 등록 및 연수생을 채용한다. 연수생은 한이음사이트에 이력서를 작성 후 해당기업에 지원한다. |
| 연수기업 멘토교육(5월)                   | 연수생 지도에 필요한 코칭교육을 실시한다.                                                                               |
| 사전교육 ICT인턴십(4~6월)                | 연수기업 주도의 맞춤형 온라인 사전교육을 실시한다.                                                                      |
| 연수생 소양교육(6월)                     | 현장연수에 필요한 기초소양교육이 이루어진다.                                                                            |
| 현장연수(7~8월)                          | 실무중심의 현장연수를 진행하며, 최대 6개월까지 가능하다.                                                                |
| 고용연계지원(현장연수종료 후~최대 6개월) | 현장연수 후 정규직 채용시에 고용보조금을 해당 연수기업에 지원한다.                                                      |

### ICT인턴십 지원사항
- 기업의 연수담당자(멘토)에게는 연수지도비(사전교육지도비 50만원, 현장연수지도비 50만원/월, 2개월) 및 멘토 코칭교육이 지원된다.
- 연수기업에게는 현장연수 후 정규직 채용 시 고용보조금(인건비의 50%, 최대 100만원/월, 6개월)이 지급된다. (단, 대기업[독점규제 및 공정거래에 관한 법률에 근거한 대규모 회사]은 연수기업 고용보조금, 연수생의 현장연수보조금이 지원되지 않는다.)
- 연수생에게는 연수기업 멘토 주도의 맞춤형 사전 실무교육, 소양교육, 현장연수 수행, 현장연수보조금(50만원/월, 2개월~6개월), 현장연수 수행결과에 따른 해당기업 조기 취업 자격 등이 제공된다.

## 연혁
- 2004.04 산학협력 시스템 E2B사이트 구축 및 오픈
- 2004.05 최초 IT멘토 37명 임명
- 2004.08 한이음사이트로 명칭 변경[3]
- 2004.12 제1회 한이음 EXPO 개최
- 2005.07 정보통신부 장관 IT멘토 공식 임명[4]
- 2005.09 한이음사이트 개방형 개편
- 2005.12 제2회 한이음 EXPO 개최
- 2006.02 산학협업 IT멘토링제도 운영 가이드라인 제정
- 2006.05 ‘한이음’ 서비스표 등록 (등록번호 제41-0131370호)
- 2006.07 인력양성 시스템 및 그 제공방법 BM특허 (등록번호 제10-0604064호)[5]
- 2006.11 핀란드 EVETEK UAS와 업무제휴[6]
- 2006.12 제3회 한이음 EXPO 개최[7]
- 2007.04 1사 1멘토 캠페인 전개[8]
- 2007.06 IT멘토협의회 구성 및 발족[9]
- 2007.07 정보통신기술사협회와 업무제휴
- 2007.11 제4회 한이음 EXPO 개최
- 2007.12 IT멘토 1,000명 활동
- 2008.01 한이음사이트 리뉴얼 오픈
- 2008.02 지식경제부로 주관 부처 변경
- 2008.03 고용연계형 IT인턴십 제도 시범운영
- 2008.05 한국정보처리학회와 업무제휴
- 2008.07 베트남 VINASA와 업무제휴[10]
- 2008.11 제5회 한이음 EXPO 단독 개최[11]
- 2009.01 고용연계형 IT인턴십 제도 론칭[12]
- 2009.06 인턴십 운영시스템 BM특허 취득 (등록번호 제10-0902878호)
- 2010.04 ‘한이음’ 서비스표 등록 (등록번호 제41-0195900호)
- 2010.05 한이음사이트 리뉴얼 오픈
- 2010.09 한이음 일자리 엑스포 2010 개최[13]